# شركة البريقة لتسويق النفط
شركة البريقة لتسويق النفط هي شركة ليبية من الشركات التابعة المؤسسة الوطنية للنفط الليبية. أنشطته الرئيسية هي تسويق النفط والمنتجات ذات الصلة. تأسست الشركة في عام 1971.
وهي الشركة الوحيدة المسؤوله في ليبيا على تسويق مشتقات النفط كالبنزين و الغاز وغيرها،وتملك العديد من المستودعات أكبرها مستودع طرابلس ومستودع رأس المنقار ببنغازي.

## روابط خارجية
شركة البريقة لتسويق النفط